# Adiantum tomentosum
Adiantum tomentosum är en kantbräkenväxtart som beskrevs av Kl. Adiantum tomentosum ingår i släktet Adiantum och familjen Pteridaceae. Inga underarter finns listade.